# Organizationally Unique Identifier
L’Organizationally Unique Identifier (OUI) è costituito dai primi tre byte di un indirizzo MAC e identifica in maniera univoca il produttore di un dispositivo Ethernet.
L'IEEE assegna ad ogni costruttore di terminali compatibili con lo standard Ethernet (schede di rete, router, firewall ecc.) uno specifico OUI. Tuttavia non tutte le 2^24 possibili combinazioni sono disponibili: possono essere assegnate alle schede solamente le combinazioni di bit tali che i primi due bit trasmessi hanno valore pari a 0 (00 = indirizzo di tipo "Individual/Universal"). La trasmissione delle trame ethernet avviene da destra a sinistra (e quindi dal LSB al MSB) per ogni byte. Quindi si deduce che la seconda cifra esadecimale degli indirizzi assegnabili a schede ethernet e quindi gli ultimi quattro bit del primo byte dell'OUI, possa essere solamente un multiplo (intero) di 4, quindi: 0, 4, 8, C.